# 尼日利亚国家档案馆

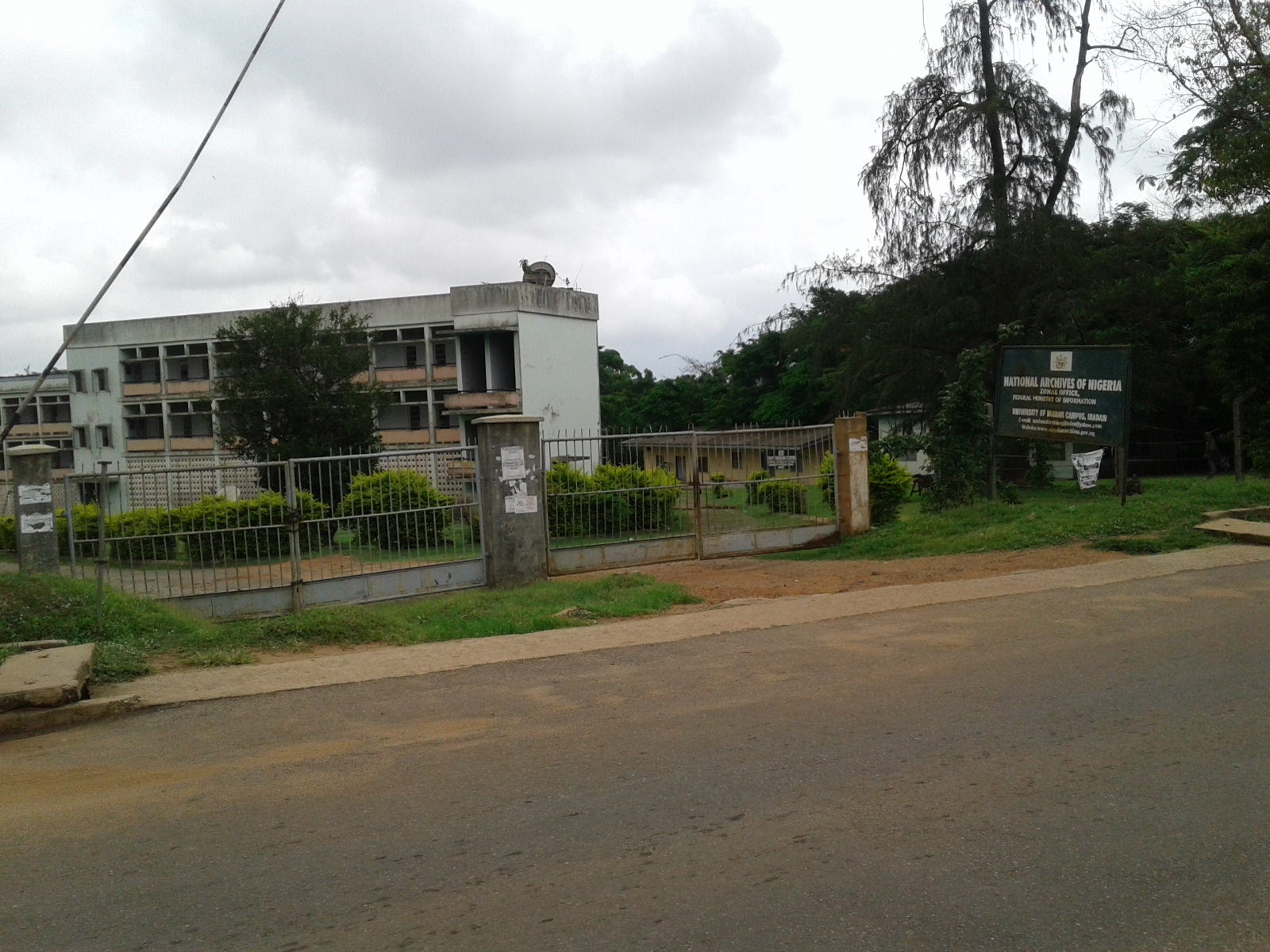
尼日利亚国家档案馆位于伊巴丹大学的分部

尼日利亚国家档案馆（英語：National Archives of Nigeria）总部位于首都阿布贾，在埃努古、伊巴丹和卡杜纳设有分馆。截至2017年，本馆馆长为丹尤马·费尔。

## 历史
自1951年至1953年，伊巴丹大学的肯尼斯·戴克教授对尼日利亚政府的档案进行了调查。他根据调查结果提议成立一所办公室来专门管理这些材料。1954年4月1日，尼日利亚档案办公室成立。1957年，第43号档案条例颁布，同年11月14日起施行。档案办公室也更名为国家档案馆。
至1958年前，档案都保存在伊巴丹大学。尼日利亚联邦政府出资51000镑在伊巴丹修建了本馆的第一所永久性建筑，该建筑于1959年1月9日开放。

## 重要人物
- 肯尼斯·戴克教授起初被任命为政府档案主管人，于1954年至1963年担任档案办公室主任，有“国家档案馆之父”之称。[4]
- 劳埃德·格瓦姆（英语：Lloyd Gwam）于1964年4月1日接任档案馆主任，直至其1965年7月2日去世。[4]

## 分馆
尼日利亚国家档案馆共有15个办公室，其中有三个主要的区域办公室。每个办公室负责保管各自所在地区的殖民统治资料以及报纸和政府出版物。